# Fiat Mirafiori
Fiat Mirafiori i stadsdelen Mirafiori i Turin är Fiats huvudfabrik i Italien. Fabriken byggdes 1936-1939 och startade sin tillverkning 1939 som efterföljare till Fiats första fabrik i Lingotto. Förutom Fiatmodeller tillverkas här även Alfa Romeo och Lancia. Bland personbilsmodeller som tillverkats här kan nämnas Fiat 600, Fiat 500, Fiat 124, Fiat Ritmo, Lancia Thema och Autobianchi Y10.